# Сивота
Сивота (греч. Σύβοτα) — поселение и бывший муниципалитет в округе Теспротия, Эпир, Греция. Расположено на берегу Ионического моря. В результате проведённой в 2011 году реформы местного самоуправления является частью муниципалитета Игуменицы. Площадь муниципального образования составляет 72, 439 км2. В 2011 году на территории поселения проживало 875 человек и 2640 человек на территории муниципального образования.
Городок выстроен на берегу небольшого залива, по которому тут и там разбросаны небольшие островки (Агиос Николаос, Маврос Орос и др.).
Со времен османского владычества и вплоть до 1959 года Сивота назывался Муртос.
Порт Сивота использовался во время Греческой революции в качестве османской военно-морской базы. В июне 1822 года отряд из 500 повстанцев во главе с Кирьякулисом Мавромихалисом атаковал порт, захватив в плен 150 османов, которых отправили в качестве пленников на Пелопоннес. Однако, следуя требованию английских офицеров с соседних Ионических островов, повстанцы были вынуждены покинуть этот морской район и высадиться в Спланце близ Фанари, в 7 часах езды от Соули.
Сивота представляет собой один из популярных курортных городков Эпира, где в летний период сосредотачивается большое число туристов.
Наиболее популярные пляжи района: Микри Аммос (Маленький песчаный пляж) и Мегали Аммос (Большой песчаный пляж), Белла Врака, Зарвиа и Платарья.
Кроме того, Сивота служит отправным пунктом для экскурсионных маршрутов, с осмотром исторических и природных достопримечательностей Эпира.